# 埃维希豪森
埃维希豪森是德国莱茵兰-普法尔茨州的一个市镇。总面积2.54平方公里，总人口242人，其中男性121人，女性121人（2011年12月31日），人口密度95人/平方公里。